# Mathias Flückiger
Mathias Flückiger (Berna, 27 de septiembre de 1988) es un deportista suizo que compite en ciclismo en las modalidades de montaña, en la disciplina de campo a través, y ruta.
Participó en dos Juegos Olímpicos de Verano, obteniendo una medalla de plata en Tokio 2020, en la prueba de campo a través, y el sexto lugar en Río de Janeiro 2016.
Ganó cuatro medallas en el Campeonato Mundial de Ciclismo de Montaña entre los años 2012 y 2021, y una medalla de bronce en el Campeonato Europeo de Ciclismo de Montaña de 2020.

## Medallero internacional
| Juegos Olímpicos   | Juegos Olímpicos             | Juegos Olímpicos  | Juegos Olímpicos |
| Año                | Lugar                        | Medalla           | Competición      |
| ------------------ | ---------------------------- | ----------------- | ---------------- |
| 2020               | Tokio (Japón)                | Medalla de plata  | Campo a través   |
| Campeonato Mundial |                              |                   |                  |
| Año                | Lugar                        | Medalla           | Competición      |
| 2012               | Leogang/Saalfelden (Austria) | Medalla de bronce | Campo a través   |
| 2019               | Mont-Sainte-Anne (Canadá)    | Medalla de plata  | Campo a través   |
| 2020               | Leogang (Austria)            | Medalla de plata  | Campo a través   |
| 2021               | Val di Sole (Italia)         | Medalla de plata  | Campo a través   |
| Campeonato Europeo |                              |                   |                  |
| Año                | Lugar                        | Medalla           | Competición      |
| 2020               | Monteceneri (Suiza)          | Medalla de bronce | Campo a través   |